# Marwan II
Marwan ibn Muhammad ibn Marwan of Marwan II (688-6 August 750) (Arabisch: مروان بن محمد بن مروان بن الحكم / ALA-LC: Marwan bin Mohammed bin Marwan bin al-Hakam) was een Omajjaden kalief, die van 744 tot 750 regeerde. Hij was de laatste Omajjaden heerser van Damascus.
Rond 732 benoemde kalief Hisham, Marwan tot gouverneur van Armenië en Azerbeidzjan. In 735 viel Marwan Georgië binnen en veroverde drie forten op de Alanen. Bij het horen van het nieuws van het complot om kalief Walid II van de troon te stoten, verzette hij zich hevig. Bij de dood van Yazid III eiste hij de troon op (744).
Zijn regeerperiode was vrijwel geheel gewijd aan het bijeenhouden van het Omajjaden rijk onder Arabische suprematie. Veel Perzen en andere niet-Arabieren revolteerden, omdat de Arabieren, niet-Arabieren, als ongelijkwaardig beschouwden. Daarnaast vonden velen, dat de kaliefen in Damascus niet volgens de regels van de oemma leefden, maar te autocratisch regeerden.
Tijdens de Slag bij de Zab, leed Marwan een beslissende nederlaag tegen de leider van de Abbasiden, Abu-Abbas Al-Saffah.  In die slag verloren  meer dan 300 leden van de Omajjaden familie het leven. Marwan vluchtte naar Egypte, waar hij werd gevat en geëxecuteerd.
Bijna de gehele Omajjaden-dynastie werd gedood, behalve prins Abd ar-Rahman I, die via Marokko naar Spanje ontsnapte en daar de Omajjaden-dynastie van Andalusië stichtte.